# Боніфацій VI
Боніфацій VI (лат. Bonifacius; 906- 26 квітня 896) — сто дванадцятий папа Римський (квітень 896), римлянин. Після 15 днів правління помер від подагри.